# 厄里斯 (希臘神話)
厄里斯（意為“不和”）是希腊神话中的不和女神，她在罗马神话中被稱为Discordia。荷马和赫西俄德对她有不同的描写：在《伊利亚特》中她是战神阿瑞斯的姊妹，因此也是宙斯和赫拉的女儿，她在敌对双方间散布着痛苦和仇恨；在《神谱》和《工作与时日》中她则是倪克斯的女儿。
她因为没有被邀请参加珀琉斯和忒提斯的婚礼而怀恨在心，抛下了一个刻有“献给最美的”（Ἡ καλὴ λαϐέτω）的金苹果，引起了一連串的紛爭與混亂。（见特洛伊战争）